# Angitia thacia
Angitia thacia är en fjärilsart som beskrevs av William Schaus 1914. Angitia thacia ingår i släktet Angitia och familjen nattflyn. Inga underarter finns listade i Catalogue of Life.